# Leptodontium orthotrichoides
Leptodontium orthotrichoides là một loài rêu trong họ Pottiaceae. Loài này được (Müll. Hal.) Paris mô tả khoa học đầu tiên năm 1900.